# Antonio Maria Pucci

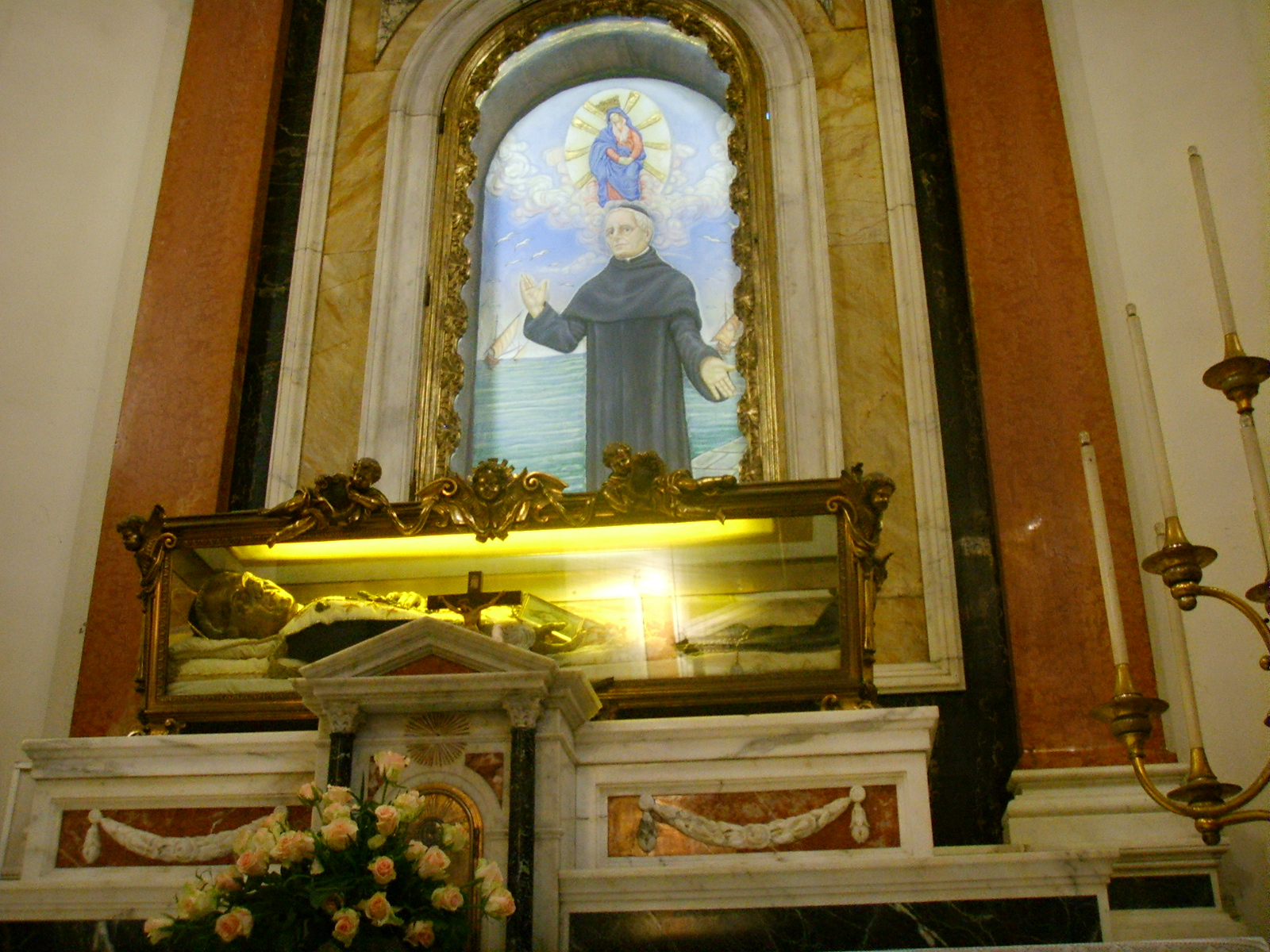
Altar mit Reliquie des Antonio Maria Pucci in der Sankt Andreas-Kirche in Viareggio

Antonio Maria Pucci (bürgerlich: Eustachio Pucci, * 16. April 1819 in Poggiole, einem Ortsteil von Vernio bei Prato, Toskana; † 12. Januar 1892 in Viareggio, Italien) war ein italienischer Servitenmönch und Priester. Er wird in der katholischen Kirche als Heiliger verehrt.

## Leben und Wirken
Eustachio Pucci trat 18-jährig dem Servitenorden bei und nahm als Ordensnamen Antonio Maria an. 1843 empfing er die Priesterweihe. Ab 1847 war er als Pfarrer von Viareggio, 45 Jahre lang, bis zu seinem Tod tätig. Besonders widmete er sich den Alten, Kranken und Bedürftigen. Zur christlichen Bildung von Mädchen gründete er eine Gemeinschaft von Servitinnen in seinem Wirkungsort, der er selbst vorstand. Zur Umsetzung des kirchlichen Lebens errichtete Antonio Maria als Wegbereiter Kinder- und Jugendgruppen, Männer- und Frauenrunden. Er ist ebenfalls der Gründer der ersten italienischen Heimstätte für kranke und arme Kinder. Währenddessen wirkte Antonio Maria noch 24 Jahre lang als Prior und 7 Jahre lang als Provinzial der toskanischen Servitenprovinz.
Er wurde 1950 von Papst Pius XII. selig- und von 1962 von Papst Johannes XXIII. heiliggesprochen.